# 강신효 (연출가)
강신효(1973년 ~ )는 스튜디오드래곤의 드라마 프로듀서이다.

## 경력
- SBS 드라마본부 프로듀서
- 2014년 - 2018년 : SBS 드라마본부 부장
- 2018년 - : 스튜디오드래곤 프로듀서

## 드라마
- 2001년 ~ 2004년 SBS 오픈드라마 《남과 여》 ... 공동연출
- 2002년 SBS 드라마스페셜 《순수의 시대》 ... 공동연출
- 2003년 SBS 수목 특별기획 드라마 《올인》 ... 책임프로듀서
- 2004년 SBS 아침 일일연속극 《청혼》 ... 연출
- 2005년 ~ 2006년 SBS 주말 미니시리즈 《백만장자와 결혼하기》 ... 연출
- 2006년 SBS 드라마스페셜 《불량가족》 ... 공동연출
- 2007년 SBS 금요드라마 《연인이여》 ... 연출
- 2008년 SBS 월화 미니시리즈 《타짜》 ... 공동연출
- 2011년 SBS 월화 미니시리즈 《마이더스》 ... 공동연출
- 2013년 SBS 드라마스페셜 《상속자들》 ... 공동연출
- 2018년 OCN 주말 미니시리즈 《작은 신의 아이들》 ... 공동연출
- 2020년 tvN 수목 미니시리즈 《구미호뎐》 ... 공동연출
- 2023년 tvN 토일 미니시리즈 《구미호뎐1938》 ... 공동연출